# Loriculus
Loriculus es un género de aves psitaciformes de la familia Psittaculidae, comúnmente llamados lorículos. Está formado por 14 especies que se distribuyen por el sur tropical de Asia. 
Son loros pequeños, de unos 13 cm de longitud. Su plumaje es principalmente verde y tienen una cola corta. A menudo los colores de la cabeza ayudan a diferenciar las especies. Estos loros son únicos entre las aves por su capacidad de dormir colgados bocabajo. Los lorículos además se caracterizan por ser parcialmente nectarívoros. 

## Especies
Tiene descritas 14 especies:
- lorículo vernal - Loriculus vernalis (Sparrman, 1787)
- lorículo de Ceilán - Loriculus beryllinus (Forster, JR, 1781)
- lorículo filipino Loriculus philippensis (Statius Muller, 1776)
- lorículo coroniazul - Loriculus galgulus (Linnaeus, 1758)
- lorículo de Célebes - Loriculus stigmatus (Muller, S, 1843)
- lorículo de las Sula - Loriculus sclateri Wallace, 1863
- lorículo amable - Loriculus amabilis Wallace, 1862
- lorículo de la Sangihe - Loriculus catamene Schlegel, 1871
- lorículo papú - Loriculus aurantiifrons Schlegel, 1871
- lorículo exiguo - Loriculus exilis Schlegel, 1866
- lorículo de Java - Loriculus pusillus (Gray, GR, 1859)
- lorículo de Flores - Loriculus flosculus Wallace, 1864
- lorículo de Camiguín - Loriculus camiguinensis Tello, 2006
- lorículo de las Bismarck - Loriculus tener Sclater, 1877[4] En ocasiones tratada como subespecie de L. aurantiifrons (L. a. tener)[3]